# Principles of Lust
«Principles of Lust» — композиция, написанная в 1991 году музыкальным проектом Enigma. Сингл стал третьим релизом, выпущенным с альбома MCMXC a.D..
Ремиксы этого сингла включают «Everlasting Lust Mix» и «Omen Mix», особенностью которого были тяжёлые низкие ударные и эффектная музыка, короткий экспериментальный «Jazz Mix», использующий джазовые ритмы в сочетании с вокалом Сандры. В качестве создателя «Omen Mix» на сингле упоминается некий D.F.F., что скорее всего означает, что это работа Дэвида Фейрстейна. Версии этого сингла, выпущенные в Англии и Японии содержали радио-версию «Sadeness (Part I)». Этот сингл также был первоначально запрещен в Аргентине и Мексике.

## Список композиций

### Maxi-CD Single (Англия)
- Principles of Lust [radio edit] (3:25)
- Principles of Lust [omen mix] (5:52)
- Principles of Lust [jazz mix] (3:06)
- Sadeness (Part I) [radio edit] (4:17)

### Promotional/DJ Maxi-CD Single(Япония)
- Principles of Lust [radio edit] (3:25)
- Principles of Lust [everlasting lust mix] (5:25)
- Principles of Lust [omen mix] (5:52)
- Sadeness (Part I) [Meditation Mix] (3:04)

### Maxi-CD Single (Япония)
- Principles of Lust [radio edit] (3:25)
- Principles of Lust [everlasting lust mix] (5:25)
- Principles of Lust [omen mix] (5:52)
- Sadeness (Part I) [Meditation Mix] (3:04)

### Promotional/DJ CD Single(USA)
- Principles Of Lust [Find love - video version]
- Sadness Part I [radio edit]
- Sadness Part I [violent U.S. Mix]

### Maxi-CD Single (Германия[Австрия])
- Principles of Lust [radio edit] (3:25)
- Principles of Lust [everlasting lust mix] (5:25)
- Principles of Lust [album version] (4:20)
- Principles of Lust [jazz mix] (3:06)

### Limited Edition Maxi-CD Single (Германия)
- Principles of Lust [the omen mix]
- Principles of Lust [everlasting lust mix]
- Principles of Lust [radio edit]

### 12" Single (Германия)
- A:Principles Of Lust [Everlasting Lust Mix]
- Principles Of Lust [Radio Edit]
- B:Principles of Lust [Album version]
- Principles Of Lust [Jazz Mix]

### 12"Limited Edition Single (Германия)
- A:Principles of Lust [The Omen Mix]
- B:Principles of Lust [Everlasting Lust Mix]

### 12" Single (Англия)
- A:Principles Of Lust [Omen Mix]
- Principles Of Lust [Everlasting Lust Mix]
- B:Principles Of Lust [Radio Edit]
- Sadness Part 1

### 7" Single (Германия)
- A:Principles Of Lust [Radio Edit]
- B:Principles Of Lust [Jazz Mix]

### 7" Single (Англия)
- A:Principles Of Lust [Radio Edit]
- B:Sadness Part I [Radio Edit]